# Atlantihyla
A Atlantihyla  a kétéltűek (Amphibia) osztályába és  a békák (Anura) rendjébe a levelibéka-félék (Hylidae) családjába és a Hylinae alcsaládba tartozó nem. A nemet Faivovich és munkatársai 2018-ban választották le a Ptychohyla nemből, hogy monofiletikus taxonómiai csoportot kapjanak.

## Elterjedésük
Guatemala és Honduras Atlanti-óceán felé eső hegyoldalain honos.

## Rendszerezés
A nembe az alábbi fajok tartoznak:
- Atlantihyla panchoi (Duellman and Campbell, 1982)
- Atlantihyla spinipollex (Schmidt, 1936)